# Abhisit Vejjajiva
Abhisit Vejjajiva (tiếng Thái: อภิสิทธิ์ เวชชาชีวะ, phiên âm: A-bi-xít Vét-cha-chi-va, sinh ngày 3 tháng 8 năm 1964) còn có biệt danh là Mark (มาร์ค, đọc là Mác), là một chính khách người Thái Lan và là thủ tướng thứ 27 của Thái Lan từ năm 2008 đến năm 2011. Hiện tại, ông là lãnh đạo của Đảng Dân chủ Thái Lan.
Là nhà lãnh đạo của chính đảng lớn thứ hai trong Hạ viện, ông cũng là lãnh đạo phe đối lập - một vị trí mà ông nắm giữ từ tháng 12 năm 2008 cho đến khi đảng của ông từ chức từ ngày 8 tháng 12 năm 2013. Cùng tháng đó, ông đã chính thức bị buộc tội với vụ giết người phát sinh từ cuộc đàn áp những người biểu tình vào năm 2010 làm 90 người thiệt mạng.

## Tiểu sử
Vejjajiva là người Thái gốc Hoa. Tổ tiên của ông vốn là người Khách Gia họ Viên, sống ở Việt Nam sau đó sang Thái Lan, tên họ tiếng Hoa của ông là Viên Mã Khắc (袁马克). Quê gốc của ông ở Triều Châu, Quảng Đông.

## Sự nghiệp
Sinh ra ở Anh, Abhisit theo học trường Eton College và lấy bằng cử nhân và thạc sĩ tại Đại học Oxford. Ông được bầu vào Quốc hội Thái Lan ở tuổi 27 và lãnh đạo Đảng Dân chủ vào năm 2005, sau khi người tiền nhiệm của ông từ chức sau thất bại của đảng trong cuộc tổng tuyển cử năm 2005.
Ông lấy bằng chính trị học, triết và kinh tế học (PPE) ở Đại học Oxford. Ông từng giảng dạy ở Học viện Quân sự Hoàng gia Chulachomklao, lấy bằng thạc sĩ ở Anh, về Thái dạy kinh tế học ở Đại học Thammasat, học về luật ở Đại học Ramkhamhaeng.
Ngày 15 tháng 12 năm 2008, ông được bầu làm thủ tướng thứ 27 của Thái Lan với số phiếu 235 trong khi đối thủ của ông, Pracha Promnok thuộc đảng Puea Paendin được 198 phiếu. Ông cũng là thủ tướng trẻ tuổi nhất trong lịch sử nước này trong 60 năm. Ngay sau khi Abhisit được bầu làm thủ tướng, khoảng hơn 200 người đã biểu tình đã tập trung chặn cổng Quốc hội để phản đối ông. Đây là những người ủng hộ cựu thủ tướng Thaksin Shinawatra, lực lượng tuyên bố sẽ tiếp tục biểu tình trong thời gian tới để phản đối chính phủ do đảng Dân chủ cầm quyền.

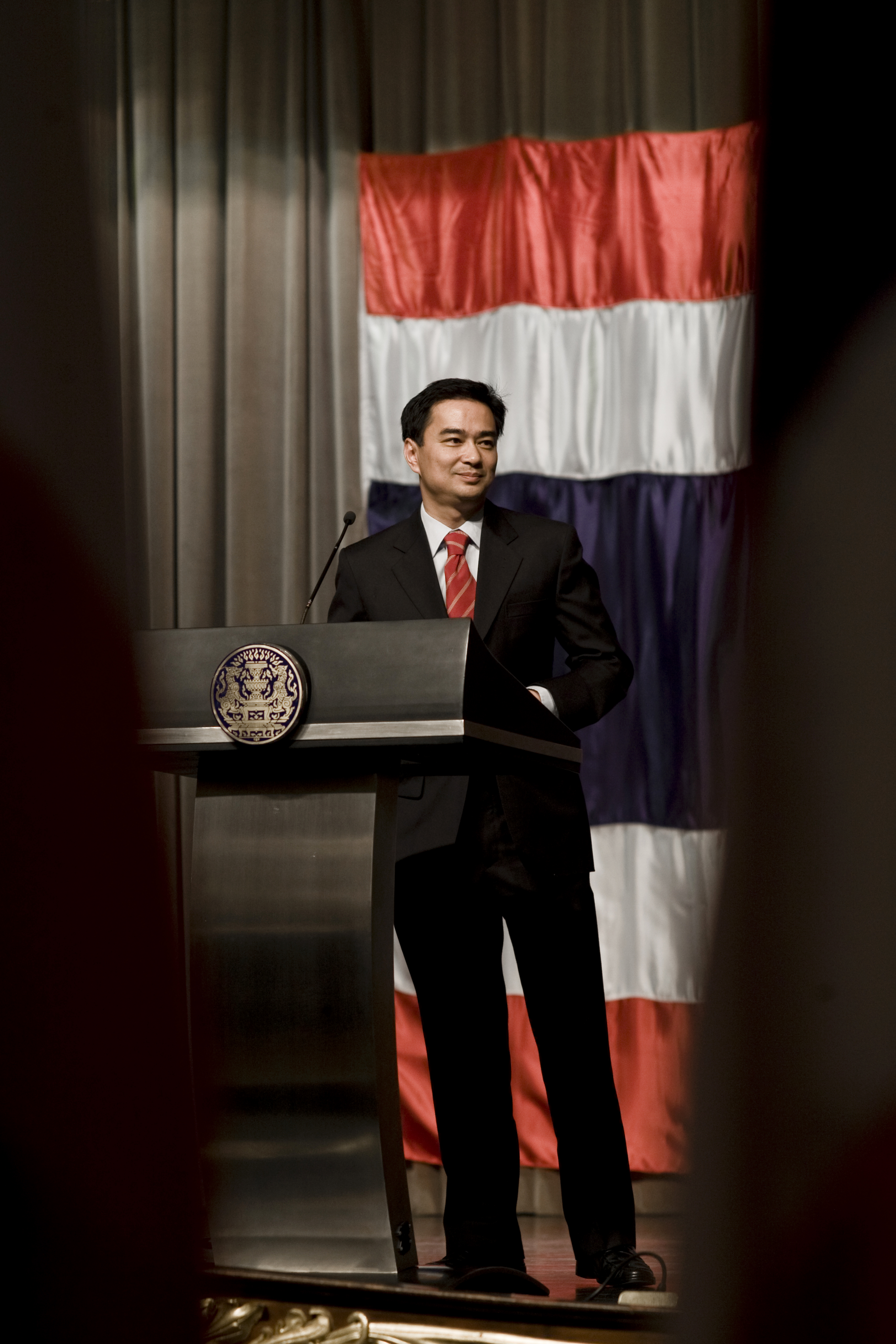
Thủ tướng Thái Lan Abhisit Vejjajiva